# Мутазиліти
Мутазиліти (араб. المعتزلة, латиніз. al-muʿtazila), («ті, що відособилися», «ті, що відділилися»; самоназва ахл ал-адл ва-таухід — люди справедливості та єдинобожжя) — представники першого масштабного напрямку в ісламському каламі. Напрямок виник за часів правління династії Омеядів, однак його розвиток відбувся за правління Аббасидів. Засновником мутазалізму вважається Васіл ібн Ата († 748), чиї прихильники «відособилися» від гуртка відомого богослова Хасана аль-Басрі у Басрі.

Мутазилізм виник у період, коли мусульманське віровчення, ще не розробило своєї філософської бази, і стало об’єктом шаленої критики з боку представників різних релігійних та філософських шкіл. Мутазиліти зайнялися розробкою апологетики власного віровчення, підходячи до вирішення різноманітних проблем з позицій раціоналізму. Вони зуміли розробити свої фундаментальні ідеологічні постулати та успішно вести полеміку з християнами, юдеями та зороастрійцями

## Основні положення доктрини
- Таухід — віра в єдиного Бога. Бог не піддається опису. Мутазиліти, на відміну від сунітських ортодоксів вважали, що побачити Аллаха в день страшного суду неможливо, бо для цього він мав би з'явитися у певному тілі й займати певний простір. Строгий монотеїзм заперечує не лише політеїзм та антропоморфізм, а також реальність і вічність божественних атрибутів (у тому числі й атрибуту мови, звідси витікає твердження мутазилітів про те, що Коран був «створеним»).

- Божественна справедливість (адл) — божественна справедливість передбачає свободу людської волі, здатність Бога творити лише «найкраще» (аль-аслах) і недопустимість порушення Богом встановленого ним одвічного порядку речей.

- Обіцянка і погроза (аль-ваад ва аль-ваід) — мутазиліти разом із хариджитами вважали, що Бог зобов'язаний виконати свої обіцянки і погрози, покарати «непокірних» пеклом і нагородити «покірних» раєм. Ні «заступництво» Пророка, ні навіть «милосердя» Всевишнього не можуть змінити характер відплати за людські вчинки.

- Проміжний стан між вірою і невір'ям (аль-манзіляту байн аль-манзілятайн) — мусульманин, що здійснив тяжкий гріх (кабіра) виходить з розряду віруючих, але не стає невіруючим (як вважали хариджити), а знаходиться у «проміжному стані». Віра в «проміжний стан» суперечила поглядам ортодоксальних мусульман-сунітів.

- Заклик до творення добра і утримання від зла (амрі біль маруф ва нахй аніль мункар).

Матеріальний світ мутазиліти розглядали в категоріях субстанції (джаугар) та акциденції (арад), що відповідали поняттям тіла і його кількісно-якісному оформленню. У питанні безконечності поділу матеріальних тіл, погляди мутазилітів розділилися.
Гносеологія мутазилітів характеризується тезою про перевагу розуму над вірою.
У галузі політики мутазиліти підкреслювали світський за своїм походженням характер влади халіфа (імама).
У новий і новітній час мутазилізм надихав мусульманських мислителів раціоналістичної орієнтації, а у 80-ті роки ХХ ст. — ідейну течію «ісламських лівих»